# Albert Norton Richards

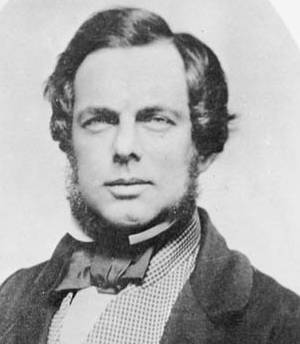
Albert Norton Richards

Albert Norton Richards, QC (* 8. Dezember 1821 in Brockville, Oberkanada; † 6. März 1897 in Victoria, British Columbia) war ein kanadischer Politiker. Er war von 1872 bis 1874 Abgeordneter der Liberalen Partei im Unterhaus, von 1876 bis 1881 Vizegouverneur der Provinz British Columbia.

## Biografie
Der jüngere Bruder von William Buell Richards, der spätere Chief Justice des Obersten Gerichtshofes, studierte Recht und erhielt 1848 die Zulassung als Rechtsanwalt. 1863 wurde er ins Parlament der Provinz Kanada gewählt. Im darauf folgenden Jahr folgte die Berufung ins Kabinett. Um das Amt überhaupt antreten zu können, musste er sich der Wiederwahl stellen und verlor. 1869 sollte er das Amt des Attorney General in den Nordwest-Territorien übernehmen, wurde aber auf dem Weg dorthin gemeinsam mit dem designierten Vizegouverneur William McDougall von aufständischen Métis am Betreten der Red-River-Kolonie gehindert.
Bei der Unterhauswahl 1872 gewann Richards für die Liberale Partei den Wahlbezirk Leeds South in der Provinz Ontario. 1874 trat er nicht zur Wiederwahl an und zog in die Provinz British Columbia. In Victoria war er Mitbegründer einer Anwaltskanzlei, die in Vancouver unter dem Namen Richards, Buell and Sutton bis heute existiert. Generalgouverneur Lord Dufferin vereidigte Richards am 28. Juli 1876 als zweiten Vizegouverneur von British Columbia. Dieses repräsentative Amt hatte er bis zum 20. Juli 1881 inne. Anschließend nahm er wieder seine Tätigkeit als Rechtsanwalt auf.